# Omolabus sedatus
Omolabus sedatus es una especie de coleóptero de la familia Attelabidae.

## Distribución geográfica
Habita en Guatemala, Honduras y México.